# La alteración
《la alteración》(라 알테라시온)는 일본의 여가수 나카모리 아키나(中森明菜)의 16번째 정규 음반으로 1995년 7월 21일에 발매하였다. (CD: MVCD-25) 《UNBALANCE+BALANCE》 발매 이후 20개월만에 출시한 정규 음반으로 음반의 제목인 “la alteración”은 스페인어로 변화를 뜻한다.
1995년 7월 31일, 오리콘 주간 앨범 차트에 처음으로 진입, 최고순위 8위를 달성하였다. 차트 톱100에 총 8주간 올라와있었다.

## 수록곡
| #            | 제목                                                                             | 작사          | 작곡              | 편곡              | 재생 시간 |
| ------------ | -------------------------------------------------------------------------------- | ------------- | ----------------- | ----------------- | --------- |
| 1.           | 〈〈GAIA ~지구의 속삭임~〉(GAIA 〜地球のささやき〜 가이아 치큐노사사야키[*])〉   | 나츠노 세리코 | 이노우에 닛토쿠   | 나라베 쇼헤이     | 3:52      |
| 2.           | 〈〈Sunflower〉〉                                                                | 타다노 나츠미 | 아키모토 카오루   | 스기야마 다쿠오   | 5:38      |
| 3.           | 〈〈태초에, 여자는 태양이었다〉(原始、女は太陽だった 겐시 온나와타이요닷타[*])〉 | 오이카와 네코 | MASAKI            | 이와사키 야스노리 | 4:49      |
| 4.           | 〈〈TSURAI・TSURAI〉〉                                                           | 호카리 노부코 | 아베 마코토       | 이와사키 야스노리 | 5:08      |
| 5.           | 〈〈방울지는 정열〉(したたる情熱 시타타루조네츠[*])〉                            | 오이카와 네코 | 핫토리 다카유키   | 핫토리 다카유키   | 6:15      |
| 6.           | 〈〈아픈 사랑을 했다〉(痛い恋をした 이타이코이오싯타[*])〉                       | 오이카와 네코 | 우에다 치카       | 스기야마 다쿠오   | 5:22      |
| 7.           | 〈〈Necessary〉〉                                                                | 나츠노 세리코 | 오오유치 요시아키 | 핫토리 다카유키   | 5:09      |
| 8.           | 〈〈무구〉(無垢 무쿠[*])〉                                                       | 타쿠보 마미   | 하바 히토시       | 나라베 쇼헤이     | 4:35      |
| 9.           | 〈〈그래서 뭐지〉(だからなんなの 다카라난나노[*])〉                              | 나츠노 세리코 | 이노우에 닛토쿠   | 나레베 쇼헤이     | 5:04      |
| 총 재생 시간 | 총 재생 시간                                                                     | 총 재생 시간  | 총 재생 시간      | 총 재생 시간      | 45:53     |